# Присавай (Сары-Колотский айылный аймак)
Присавай (кирг. Присавай) — село в Кара-Сууском районе Ошской области Кыргызстана. Входит в состав Сары-Колотского айылного аймака.

## География
Село расположено в северо-западной части области, на берегу канала Савай, на расстоянии приблизительно 7 километров (по прямой) к северо-востоку от города Кара-Суу, административного центра района.

## Население
Согласно оценочным данным Национального статистического комитета Кыргызской Республики, численность населения села на начало 2023 года составляла 673 человека.
| год     | 2009 | 2014 | 2015 | 2020 | 2021 | 2023 |
| ------- | ---- | ---- | ---- | ---- | ---- | ---- |
| человек | 442  | 443  | 453  | 633  | 639  | 673  |